# Spolegliwość
Spolegliwość – pewność, możliwość polegania na kimś. Ktoś spolegliwy jest osobą, na której można polegać, na kim można się oprzeć. To ktoś troskliwy, opiekuńczy, godny zaufania. Potocznie słowo to jest używane przede wszystkim w sensie uległości lub podporządkowywania się innym, i to drugie znaczenie również ma aprobatę normatywną (na poziomie normy użytkowej).
Do filozofii pojęcie to zostało wprowadzone przez Tadeusza Kotarbińskiego w jego pracach na temat teorii skutecznego działania (prakseologia), zwłaszcza w pismach na temat etyki niezależnej. Termin pochodzi, według autora, od niem. zuverlässig i znany jest na Śląsku. Inne źródła wskazują na czeski przymiotnik spolehlivý, znaczący tyle, co godny zaufania.
Spolegliwy opiekun winien być życzliwie nastawiony wobec podopiecznych, wrażliwy na cudze potrzeby i skłonny do pomagania. Na podstawie tak skonstruowanego modelu dobrego człowieka Kotarbiński chciał udowodnić, że ten wzorzec nie spadł z zaświatów, ani nie jest jakimś echem niezmiennego ideału bytującego w rejonach czystych idei. Do przyzwoitego zachowania się nie jest więc potrzebna, według filozofa, wiara w ideał transcendentalny, ale zwykła wrażliwość, której kryteria nie zmieniają się w czasie. Kotarbiński bronił możliwości stworzenia etyki, która byłaby niezależna od poglądu filozoficznego lub religijnego i która mogłaby przetrwać nawet wtedy, gdy zniknie w nas przekonanie o słuszności jakiegokolwiek przekonania metafizycznego.